# Karico
Karico är ett periodiskt vattendrag i Burundi.   Det ligger i provinsen Cankuzo, i den nordöstra delen av landet, 120 kilometer öster om huvudstaden Bujumbura.
I omgivningarna runt Karico växer huvudsakligen savannskog. Runt Karico är det ganska tätbefolkat, med 93 invånare per kvadratkilometer.